# Rafaela Mandelli
Rafaela Storni Mandelli (Brasília, 11 de maio de 1979) é uma atriz brasileira, conhecida por ter interpretado Fernanda Lemos (Nanda), protagonista da oitava temporada do seriado teen Malhação em 2001.

## Carreira
Sua carreira artística iniciou-se nos pequenos trabalhos teatrais e se formou em artes cênicas pela Casa das Artes de Laranjeiras, tendo iniciado seus trabalhos em 1999, na televisão com a telenovela Andando nas Nuvens e na peça Bonitinha, mas Ordinária Teve destaque na televisão com a personagem Nanda, da edição de 2001 de Malhação, protagonista da trama onde fez par romântico com Iran Malfitano. Em 2006, retornou aos palcos com a peça Quem É Que Manda? Em 2007, migrou pra RecordTV, atuando nas telenovelas  Caminhos do Coração e Os Mutantes - Caminhos do Coração como Regina Mayer, também interpretou a Delegada Sabrina em Vitória. No cinema esteve no elenco de Meu Nome Não É Johnny e de Reis e Ratos. Em 2013, assinou com a HBO e por cinco anos, atriz deu vida a protagonista Karin/Joana Segall, uma garota de programa de luxo que virou empresária, na série O Negócio. A última temporada foi ao ar em 2018. Por conta da serie, ela recebeu até convite para atuar em uma produção estrangeira. Após seu trabalho na novela A Terra Prometida, emendou na gravação de uma série de terror Lendas Urbanas, nos filmes Intimidade Entre Estranhos e A Divisão, na qual, a versão televisiva foi gravada juntamente com o longa-metragem. Em seguida, retorna a Globo, na novela das 19h, O Tempo não Para na pele da psiquiatra Helen Azeredo. 

## Vida pessoal
Entre 2003 e 2006 foi casada com o ator Marcelo Serrado, com quem teve uma filha em 2005, Catarina. Entre 2007 e 2012 namorou o diretor Mauro Lima. Em 19 de agosto de 2023, casou com Rodrigo Leonardo.

## Filmografia

### Televisão
| Ano           | Título              | Personagem              | Notas                           |
| ------------- | ------------------- | ----------------------- | ------------------------------- |
| 1999          | Andando nas Nuvens  | Karinne                 | Episódio: "10 de abril"         |
| 2001          | DNA                 | Merinha                 |                                 |
| 2001–02       | Malhação            | Fernanda Lemos (Nanda)  | Temporada 8–9                   |
| 2003          | Kubanacan           | Soledad Barra y Barra   |                                 |
| 2005          | Mandrake            | Daniela                 | Episódio: "Atum Viscaya"        |
| 2006          | JK                  | Amélia Lemos            | Episódios: "3–4 de janeiro"     |
| 2006          | Cobras & Lagartos   | Fernanda                | Episódios: "17–20 de junho"     |
| 2007          | Caminhos do Coração | Regina Mayer            |                                 |
| 2008          | Os Mutantes         | Regina Mayer            |                                 |
| 2011          | Sansão e Dalila     | Ieda                    |                                 |
| 2012          | Fora de Controle    | Tenente Clarice Queiroz |                                 |
| 2013–18       | O Negócio           | Joana Segall / Karin    |                                 |
| 2014          | Milagres de Jesus   | Ana                     | Episódio: "A Impura"            |
| 2014          | Vitória             | Delegada Sabrina Pessoa |                                 |
| 2016          | Conselho Tutelar    | Silmara                 | Episódio: "5 de dezembro"       |
| 2016-17       | A Terra Prometida   | Ula, Rainha de Verona   |                                 |
| 2018          | Desnude             | Bárbara                 |                                 |
| 2018          | Terrores Urbanos    | Alexia Valença          | Episódio: "A Loira do Banheiro" |
| 2018-19       | O Tempo Não Para    | Drª. Helen Azeredo      |                                 |
| 2019–20       | A Divisão           | Drª. Ingrid             |                                 |
| 2021          | Insânia             | Camila                  |                                 |
| 2021          | Colônia             | Antonieta               |                                 |
| 2023-presente | Mila no Multiverso  | Veronica                |                                 |

### Cinema
| Ano  | Título                            | Personagem      |
| ---- | --------------------------------- | --------------- |
| 2008 | Meu Nome Não É Johnny             | Laura           |
| 2012 | Reis e Ratos                      | Amélia Castanho |
| 2016 | Milagres de Jesus - O Filme       | Ana             |
| 2018 | Legalize Já - Amizade Nunca Morre | Suzana          |
| 2018 | Intimidade Entre Estranhos        | Maria           |
| 2024 | Ninguém Sai Vivo Daqui            | Antonieta       |

### Videoclipes
| Ano  | Canção         | Artista          |
| ---- | -------------- | ---------------- |
| 2008 | "I Love Girls" | Banda Primadonna |
| 2017 | "Paper Heart"  | Tipo Uísque      |

## Teatro
| Ano  | Título                   |
| ---- | ------------------------ |
| 1999 | Bonitinha, mas Ordinária |
| 2006 | Quem É Que Manda?        |

## Prêmios e indicações
| Ano  | Prêmio                             | Categoria                           | Trabalho         | Resultado | Ref    |
| ---- | ---------------------------------- | ----------------------------------- | ---------------- | --------- | ------ |
| 2002 | Prêmio Contigo! de TV              | Melhor Atriz Revelação              | Malhação         | Indicado  | [ 22 ] |
| 2012 | Prêmio Contigo! de Cinema Nacional | Melhor Atriz Coadjuvante            | Reis e Ratos     | Indicado  | [ 23 ] |
| 2013 | Prêmio Contigo! de TV              | Melhor Atriz de Série ou Minissérie | Fora de Controle | Indicado  | [ 24 ] |
| 2015 | Prêmio Contigo! de TV              | Melhor Atriz Coadjuvante            | Vitória          | Indicado  | [ 25 ] |
| 2018 | Prêmio The Brazilian Critic        | Melhor Atriz em Série de Comédia    | O Negócio        | Indicado  |        |

 CIM São Gonçalo